# Alonso Faure
Alonso Faure Ribes (nacido el 20 de febrero de 2002 en Busot, Alicante) más conocido como Faure, es un jugador de baloncesto español de 2,08 metros de estatura, que juega en la posición de pívot en el Oviedo Club Baloncesto de la Primera FEB.

## Trayectoria
Faure se formó en las categorías inferiores del Valencia Basket hasta 2020, cuando ingresó en la Universidad Loyola Maryland, situada en Baltimore, Maryland, donde disputó durante cuatro temporadas la NCAA con los Loyola Greyhounds, desde 2020 a 2024.
En la temporada 2024-25, ingresa en la Universidad Pepperdine, situada en Malibu (California), donde jugaría su última temporada universitaria en los Pepperdine Waves de la NCAA.
El 18 de marzo de 2025, firma por el Oviedo Club Baloncesto de la LEB Oro.